# Robert van der Wallen
Robert van der Wallen (Vlierden, 1957) is een Nederlands ondernemer en investeerder. Hij richtte in 2001 BrandLoyalty op, een bedrijf dat loyaliteitsprogramma's ontwikkelt voor bedrijven zoals supermarkten. Na verkoop van dit bedrijf in 2018 richtte Van der Wallen een investeringsmaatschappij op.
Hij maakt sinds 2016 deel uit van de raad van commissarissen en is sinds 2020 president-commissaris van voetbalclub PSV.